# گنوین
شهر گنویندر ایالت مکلنبورگ-فورپومرن در کشور آلمان واقع شده‌است.